# Малапа
Малапа — пещера в Южно-Африканской республике. Находится в провинции Гаутенг на высоте 1442 м над уровнем моря, в 40 км к западу от Йоханнесбурга и в 15 км к северу—северо-востоку от известных ископаемых участков Стеркфонтейн, Сварткранс и Кромдрай. Пещера относится к территории объекта Всемирного наследия ЮНЕСКО, известного как «Колыбель человечества».
Весной 2008 года в пещере были найдены останки двух скелетов гоминид возрастом примерно 1,9 миллионов лет, выделенные в отдельный вид рода австралопитеков Australopithecus sediba. Известный антрополог Дональд Джохансон считает, что кости A. sediba следует отнести к роду Homo. Здесь же найдены самые ранние находки останков бабуинов Papio angusticeps возрастом 2,026—2,36 млн лет .